# Hieracium contaminatum
Hieracium contaminatum es una especie de planta con flor del género Hieracium, de la familia Asteraceae, orden Asterales.

## Distribución
Hieracium contaminatum se distribuye por Suecia y Dinamarca.

## Taxonomía
Fue descrita científicamente por Wiinst. ex Hyl. Fue publicada en Symb. Bot. Upsal. 7(1): 220 (1943).